# Congrés (metrostation)
Congrés is een metrostation aan lijn 5 van de Metro van Barcelona. Dit station ligt onder Carrer Garcilaso tussen Carrer Matanzas en Carrer Francesc Tàrrega Claret in het district Sant Andreu in Barcelona. Het is geopend in 1959 met de naam Viviendas del Congreso, als onderdeel van lijn II die dat jaar wordt geopend en gaat van La Sagrera tot Vilapicina. In 1970 gaat lijn II deel uitmaken van lijn V, als de stations La Sagrera en Diagonal met elkaar worden verbonden, en als in 1982 de lijnnummers en stationsnamen worden gereorganiseerd, zal het station zijn huidige naam krijgen.
Dit station met zijperrons van 90 meter heeft aan elke zijde een kaartverkoophal, en beiden hebben een eigen ingang.